# Danuria contorta
Danuria contorta är en bönsyrseart som beskrevs av Sjöstedt 1912. Danuria contorta ingår i släktet Danuria och familjen Mantidae. Inga underarter finns listade i Catalogue of Life.